# Ratusz w Lwówku Śląskim

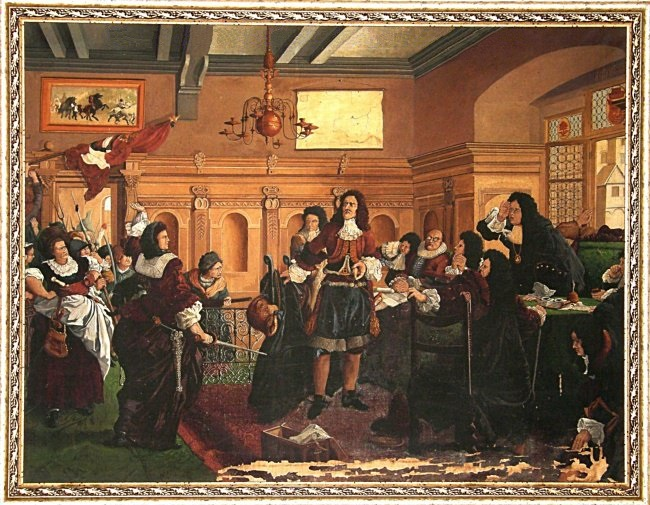
Obraz z wnętrza ratusza z czasów babskiej wojny (1631)

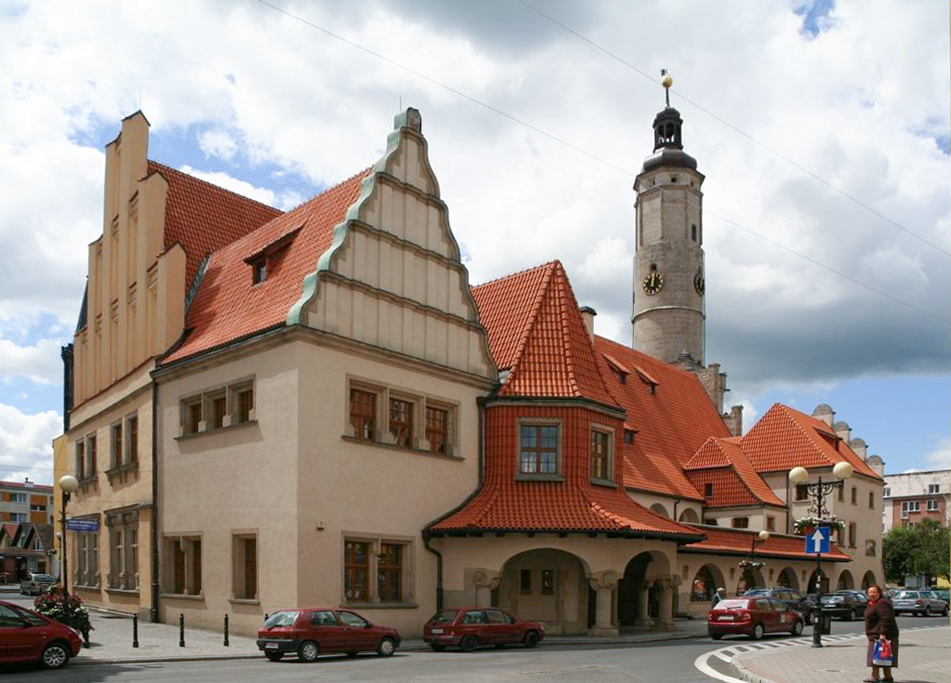
Ratusz od strony płn.-wsch.

Ratusz w Lwówku Śląskim – zabytkowy ratusz miejski w Lwówku Śląskim. 
Gotycko-renesansowy budynek wzniesiono w latach 1522–1524, na skutek rozbudowy poprzedniego ratusza. Rozbudowany w latach 1902–1905, obecnie jest siedzibą władz miejskich i placówki historyczno-muzealnej i innych instytucji. W rejestrze zabytków uwzględniony jako zabytek klasy I.

## Historia

### Dom Kupców
Pierwszy ratusz w Lwówku Śląskim wybudowano w połowie XIII wieku. Był to piętrowy Dom Kupców, wzniesiony na placu targowym. Początkowo Rada Miejska zbierała się w sali położonej na piętrze domu kupieckiego. Słowo „ratusz” pojawia się po raz pierwszy w dokumentach dopiero w 1356 roku. Wcześniejsze zapisy mówiły tylko o Sali Radnych wymienianej w łacińskich dokumentach jako consistorium. Dom kupiecki przeszedł wówczas na własność miasta, lecz większej rozbudowy przekształcającej budynek w charakter stricte ratuszowy, dom handlowy doczekał się dopiero w drugiej połowie XV wieku.

### Rozbudowy ratusza
W roku 1480 rozpoczęto dobudowę wieży, a nad nieukończonymi jeszcze wtedy wnętrzami umieszczono nowy dach. Konstrukcję wieży zegarowej zakończono w 1504 roku. W latach 1522–1524 ratusz przerobiono, nadając mu obecny kształt. Rozbudową kierował niemiecki architekt Wendel Roskopf, a prace obejmowały dekoracyjne sklepienia parteru, których sklepienia żebrowe są w planie krzywolinijnym. Projekt przebudowy lwóweckiego ratusza przypisywany jest Wendelowi Roskopfowi, choć niektóre hipotezy mówią o udziale i kierownictwu projektem Benedyktowi Rejtowi. Jednym z przykładów takich sklepień na terenie państwa Polskiego jest baldachim nagrobka Kazimierza IV Jagiellończyka, autorstwa Wita Stwosza. Równolegle do tworzenia późnogotyckich sklepień parteru lwóweckiego ratusza, powstawały podobne sklepienia m.in. w Sali Władysławowskiej czy nad schodami jeździeckimi w Zamku na Hradczanach w czeskiej Pradze, pod wodzą architekta Benedykta Rejta z Pisztowa. Dalsze prace przy elewacjach rozpoczęto ok. 1546 r. Zewnętrzny wystrój ratusza powstawał w stylu renesansowym. Zarówno uszaki okienne jak i pochodzący z 1546 roku wykusz przy wieży cechuje renesansowe budownictwo. Niestety zbyt wielki rozmiar ratusza przewyższył finansowe możliwości lwóweckich mieszczan i uniemożliwił pełne ukończenie budowli, stąd też niektóre otwory okienne pozbawione są dekoracyjnych obramowań.
W latach 1902–1905 ratusz powiększono o handlowe podcienia i klatkę schodową, rozbudową kierował Hans Poelzig. W roku 1945 ratusz został częściowo spalony, a odbudowany w latach 1955–1958.

### Stan obecny
Obecnie jest to budynek murowany na rzucie prostokąta, dwukondygnacjowy, dwutraktowy, z wieżą od zachodu. Fasady wschodnia i zachodnia ujęte są w pary szczytów o geometrycznych podziałach wewnętrznych. Fasadę południową akcentuje portal i szereg zdwojonych okien prostokątnych o ozdobnych obramieniach z kanelowanych pilastrów o roślinnej i maszkaronowej dekoracji. We wnętrzach szereg sal nakrytych skomplikowanymi w rysunku żeber sklepieniami sieciowymi oraz obszerna sień z centralnym filarem. Zgromadzono tu na początku XX w. szereg płyt nagrobnych z dawnego klasztoru franciszkańskiego.

Decyzją wojewódzkiego konserwatora zabytków z dnia 29 marca 1949 roku ratusz został wpisany do rejestru zabytków. Uwagę zwraca szczególnie geometryczna bryła ratusza będąca wydłużonym prostokątem, stanowiąca doskonale rozłożone proporcje 1 do 3 (stosunek szerokości do długości). Tak samo proporcjonalny jest lwówecki rynek. Nawet ratusz wrocławski ustępuje mu pod względem wielkości. Bardzo ważnym szczegółem budowli jest fakt, że wieża ma dokładnie taką samą wysokość jak jej długość po stronie południowej.
W latach 2007–2010 ratusz poddano renowacji kosztem ponad 2,1 mln zł: blisko 400 tys. zł pochodziło z MKiDN, a ponad 1,2 mln zł z RPO. Gmina na renowację ratusza wydała niespełna 500 tys. zł. Zakres prac objął odtworzenie tynków wapiennych z epoki renesansu, wymianę instalacji elektrycznej, montaż czujników przeciwpożarowych, wymianę pieca na gazowy, a w Sali Mieszczańskiej odtworzono historyczne żyrandole. Stare fugi cementowe zostały zastąpione nowymi, poddasze ocieplono wełną mineralną. Wewnątrz budynku konserwacji poddano również zabytkowe płyty nagrobne.
W grudniu 2018 roku gmina Lwówek Śląski ogłosiła przetarg na remont pomieszczeń ratusza w Lwówku Śląskim w celu stworzenia wystawy multimedialnej i małej sali prezentacyjnej. W październiku 2020 dobiegł końca remont Wielkiej Sieni lwóweckiego ratusza. Działania prowadzone były w ramach projektu „Zwiększenie atrakcyjności turystycznej miast partnerskich poprzez wykorzystanie wspólnego dziedzictwa kulturowego”. Projekt współfinansowano ze środków Unii Europejskiej w ramach EFRR oraz środków budżetu państwa za pośrednictwem Euroregionu Nysa.

## Architektura
Budynek wzniesiono na planie wydłużonego prostokąta, posiada dwie kondygnacje oraz wysokie piwne i jest nakryty stromym dachem dwuspadowym z liczne lukarnami. Od zachodniej strony przylega do bryły ratusza wysoka wieża, dołem czworoboczna, wyżej cylindryczna z czterema tarczami zegarowymi, a w najwyższej części ośmioboczna, zakończona hełmem z iglicą i kulą na szczycie. Elewacje wschodnia i zachodnia ujęte są w pary szczytów, posiadające podziały geometryczne. Fasada południowa jest zaakcentowana portalem i szeregiem podwójnych okien z obramieniami zdobionymi motywami roślinnymi i maszkaronami. Wejście do budynku mieszczące się po wschodniej stronie prowadzi przez późnogotycką sień nakrytą sklepieniem sieciowym wspartym na jednym filarze oraz wtopionych w lico ściany półfilarach. W tej sieni, nad schodami do piwnicy, znajdują się dwie kamienne rzeźby: jedna z nich przedstawia męską postać z cyrklem w dłoniach i monogramem T.L., obok jest przedstawienie księcia Henryka jaworskiego i księżny Agnieszki czeskiej.
Ratusz jest siedzibą władz miejskich i Urzędu Stanu Cywilnego, ponadto mieści bibliotekę i Placówkę Historyczno-Muzealną w Lwówku Śląskim.

## Pomieszczenia
| Parter                                               | Parter                                        | Parter | Parter                                                                              |
| Opis                                                 | Lokalizacja                                   | Funkcja | Ilustracja                                                                          |
| ---------------------------------------------------- | --------------------------------------------- | --- | ----------------------------------------------------------------------------------- |
| Wejście Południowe                                   | Południowo-wschodnia część budynku            | Jedno z głównych wejść. |                                                                                     |
| Sień ratusza, do którego prowadzi południowe wejście | Parter, wejście południowe                    | Mniejsza sala – sień między Salą Mieszczańską, Biblioteką Publiczną i klatką schodową. |                                                                                     |
| Piwnice                                              | Schody prowadzące w dół w Sieni               | Piwnice – w większości niezagospodarowane; bunkier – dawna piwnica winna. | Wejście do piwnic – z lewej. Sala Mieszczańska – na wprost.                         |
| Sala Mieszczańska                                    | Znajduje się na parterze, obok sieni ratusza. | Miejsce ważnych wydarzeń kulturalno-politycznych dla miasta: konferencji, debat, spotkań z mieszkańcami, wernisaży, wystaw, prezentacji multimedialnych, bankietów, prelekcji itp.                                                       |                                                                                     |
| Dawna Restauracja Rycerska                           | Sień i Sala Mieszczańska                      | Restauracja z czasów PRL, działająca w latach 1960–1990, stylizowana wystrojem na średniowiecze. W lokalu organizowano sobotnie dancingi. Ówczesne tradycje, w innym miejscu, kontynuuje od 2018 r. w ratuszu nowa Restauracja Rycerska. |                                                                                     |
| Klatka Schodowa (reprezentacyjna)                    | Północny wschód budynku, północne wejście     | Łącznik między piętrami. |                                                                                     |
| Dziecięca Biblioteka Publiczna                       | Parter, obok Sieni                            | |                                                                                     |
| I Piętro                                             |                                               | |                                                                                     |
| Opis                                                 | Lokalizacja                                   | Funkcja | Ilustracja                                                                          |
| Wejście Główne (północne)                            | Pierwsze piętro                               | Wejście główne do ratusza znajdujące się na I piętrze, od zachodu, do którego prowadzą zadaszone schody. |                                                                                     |
| Sala Ławy                                            | Pierwsze piętro                               | |                                                                                     |
| Korytarz                                             | Pierwsze piętro                               | Korytarz na I piętrze. | Wejście do placówki historyczno-muzealnej w Lwówku Śląskim                          |
| Loch Głodowy                                         | Pierwsze piętro                               | | Zwornik nad lochem głodowym.                                                        |
| Sala Tortur                                          | Pierwsze piętro                               | |                                                                                     |
| Sala Ślubów                                          | Pierwsze piętro                               | Gobeliny do sali ślubów ratusza w Lwówku Śląskim są autorstwa polskiej artystki Wandy Bibrowicz | Ściana zachodnia z gobelinem                                                        |
| Placówka Historyczno-Muzealna                        | Pierwsze piętro – główne wejście (zachodnie)  | Prezentuje minerały i historię miasta. | Zbiory muzeum prezentowane podczas Lwóweckiego Lata Agatowego w Sali Mieszczańskiej |
| Powiatowa i Miejska Biblioteka Publiczna             | Pierwsze piętro                               | |                                                                                     |

## Detale architektoniczne
| Okres            | Opis | Ilustracja |
| ---------------- | --- | ---------- |
| XX wiek          | Fontanna z Sową u szczytu kamiennej konstrukcji na południowo-wschodnim krańcu budowli. |            |
|                  | Herb Księstwa Świdnicko-Jaworskiego na południowej elewacji wieży ratusza. Bluszcz pnący się po wieży ratusza zasadzono niedługo po pojawieniu się osadników przybywających na te tereny po II wojnie światowej. |            |
|                  | Lwy jako herby Księstwa Lwóweckiego w formie elewacji na zachodniej ścianie wieży ratuszowej. |            |
|                  | Płaskorzeźba pisarza lub urzędnika miejskiego – północne wejście. |            |
|                  | Przekupka z kurą jako jedna z wielu płaskorzeźb pomiędzy łukowatymi oknami, na parterze, z północnej strony. |            |
| 1767 r.          | Inskrypcja po łacinie: „Reno vatum 1767” nad południowym wejściem do ratusza odnosząca się do daty renowacji obiektu w 1767 r. |            |
| ok. 1350 r.      | Nagrobek księcia Henryka jaworskiego i księżnej Agnieszki |            |
| 1605 r.          | Płyta nagrobna Magdaleny von Schaffgotsch z domu von Talckenberg, zmarłej 16 września 1605 r., żony Caspara von Schaffgotscha. Płyta nagrobna z ośmioma herbami przeniesiona ze zlikwidowanego cmentarza przy kościele św. Franciszka z Asyżu w Lwówku Śląskim. |            |
| 1655 r.          | Nagrobek Caspara Zeidlera – burmistrza Lwówka Śląskiego zmarłego 3 marca 1655 r. We frontonie jego herb |            |
| 1525 r.          | Płyta nagrobna rycerza Christopha von Talckenberga, zmarłego w 1525 r., z herbem von Talckenberg pod prawą dłonią, przeniesiona z obecnie nieistniejącego cmentarza przy kościele św. Franciszka z Asyżu w Lwówku Śląskim. |            |
|                  | Zwornik wieńczący jedno ze sklepień ratusza. |            |
| 1585 r.          | Renesansowa płyta nagrobna Casparo Svevo zmarłego w 1585 r., lwóweckiego rektora i syndyka. |            |
|                  | Sgraffito ścienne na części wieży ratuszowej wewnątrz budynku. |            |
|                  | Płaskorzeźba nad schodami do piwnicy przedstawiająca architekta z cyrklem do pomiarów w dłoniach i monogramem „T.L.” |            |
|                  | Płaskorzeźba przedstawiająca małżonków, o czym świadczą zakryte włosy kobiety. |            |
|                  | Lew na północnej ścianie ratusza w Lwówku Śląskim z widniejącą nad nim łacińską sentencją: „Iustus quasi leo”, która oznacza po polsku: „Sprawiedliwy jak lew”. Pierwotnie, przez długi czas, płaskorzeźba ta znajdowała się na ścianie Baszty Bramy Lubańskiej, następnie lwa przeniesiono na północną ścianę ratusza w trakcie jednej z jego renowacji. Lew z sentencją był motywem Agatusa z 2009 r. podczas Lwóweckiego Lata Agatowego. |            |
| 1946 r.          | Zatarty napis: „ „Tak” ” na pilastrze między oknami na parterze, na południowej elewacji ratusza z czasów referendum w czerwcu 1946 r... |            |
| 1946 r.          | ...wraz z innymi hasłami propagandowymi z tego okresu: „3 razy „Tak””, „Niech żyje sojusz chłopa, robotnika i inteligenta pracującego” |            |
| wrzesień 1967 r. | Na południowej elewacji wieży ratusza w 1967 r. wmurowano marmurową tablicę pamiątkową o następującej treści (pisownia oryginalna): „Tablica pamiątkowa 1217 – 1967 W 1217 r. ksiaźe Henryk I Brodaty nadał Lwówkowi prawa miejskie Z okazji 750 rocznicy nadania praw społeczeństwo miasta Lwówka Śląskiego dla upamietnienia i udokumentowania polskości tych ziem ufundowało niniejszą tablicę Lwówek Śl. wrzesień 1967 r.”              |            |

## Zegar ratuszowy

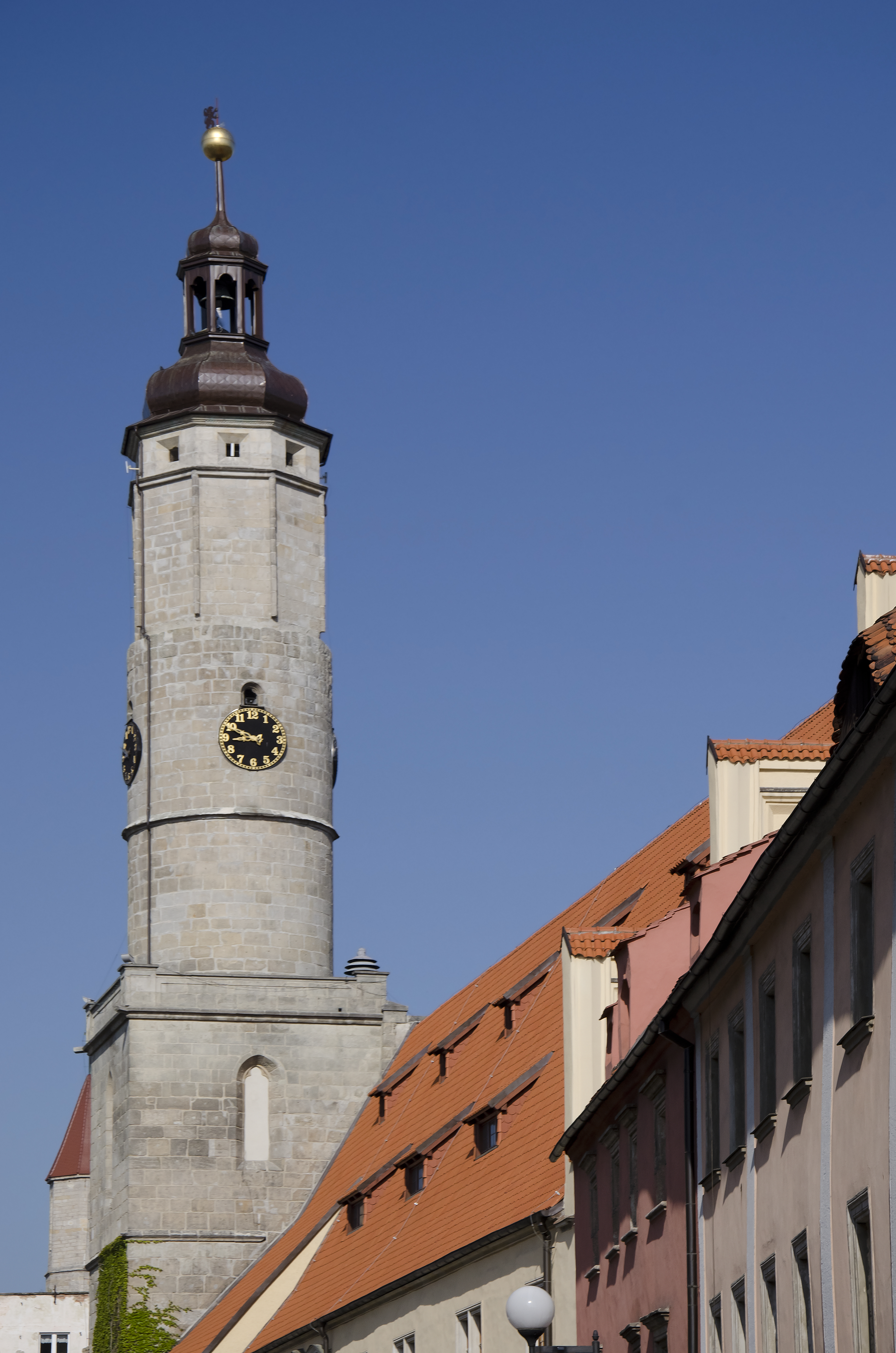
Czarna tarcza zegarowa ze złotymi cyframi nawiązująca do przedwojennej stylistyki zegara

W 1588 roku na wieży lwóweckiego ratusza po raz pierwszy zamontowano zegar. Na cylindrycznej wieży znajdują się obecnie cztery tarcze zegarowe, po jednej z każdej strony świata. Podczas oficjalnego otwarcia XI Lwóweckiego Lata Agatowego, które nastąpiło 11 lipca 2008 r., o godzinie 20:30 został uruchomiony odrestaurowany zegar na lwóweckim ratuszu. Od tego momentu hejnał lwówecki odgrywany jest przez cały rok, codziennie, o godzinie 12:00 w południe z wieży ratusza.

### Działanie zegara
Zegar ratuszowy w Lwówku Śląskim działa w sposób nieco skomplikowany, niezrozumiały dla osób spoza miasta. Zegar ten wybija godziny jedynie podczas nieobowiązywania ciszy nocnej, czyli od godziny 6:00 rano do 22:00 wieczorem.
Zasady działania zegara:
- I kwadrans – 1 uderzenie zegara o wysokim tonie,
- II kwadrans – 2 uderzenie zegara o wysokim tonie,
- III kwadrans – 3 uderzenie zegara o wysokim tonie,
- Pełna godzina – 4 uderzenie zegara o wysokim tonie + liczba uderzeń odpowiadających danej godzinie o niskim tonie (przedział 1-12).

Codziennie o godzinie 12:00, po wybiciu ostatniego uderzenia zegara, odgrywany jest hejnał lwówecki.
Przykłady działania zegara:
- 15:15 – 1 uderzenie zegara o wysokim tonie,
- 12:00 – 4 uderzenia zegara o wysokim tonie, 12 uderzeń zegara o niskim tonie i hejnał lwówecki,
- 17:00 – 4 uderzenia zegara o wysokim tonie, 5 uderzeń zegara o niskim tonie,
- 18:45 – 3 uderzenia zegara o wysokim tonie[27].

## Filatelistykaideltiologia
Ratusz w Lwówku Śląskim bywał tematem przewodnim znaczków pocztowych i kartek pocztowych.
| Znaczki pocztowe | Znaczki pocztowe                              | Pocztówki                                       | Pocztówki                   |
| --- | --------------------------------------------- | ----------------------------------------------- | --------------------------- |
| Powojenny, niemiecki znaczek pocztowy przedstawiający wnętrze lwóweckiego ratusza – widoczna Sień, wejście do Sali Mieszczańskiej i zejście do pomieszczeń piwnicznych | Ratusz widziany od strony północno-wschodniej | Ratusz widziany od strony południowo-wschodniej | Pocztówka wysłana w 1955 r. |